# Carl Falck (Manager)
Carl Wilhelm Andreas Falck (* 27. Mai 1907 in Tønsberg; † 23. Juli 2016 in Oslo) war ein norwegischer Manager.

## Leben
Falck wurde 1907 geboren. Sein Vater war Buchhändler. Im Jahre 1931 machte er an der Universität Oslo seinen Master in Rechtswissenschaften. Danach arbeitete er als Jurist unter anderem im Polizeidienst und im Ministerium für soziale Angelegenheiten. Nach 1939 war er für verschiedene Unternehmensverbände tätig. Im Jahr 1948 wurde er Geschäftsführer der Großhändler-Organisation Norges Grossist-Forbund. (Diese wurde 1990 mit weiteren Unternehmen in der Föderation der norwegischen Unternehmen zusammengeführt). In dieser Position und als Teil des Marshallplans verbrachte er zwei Monate in den USA. Ab 1952 studierte er die amerikanische Großindustrie. 1969 veröffentlichte er ein Buch über die strukturellen Veränderungen in der Großindustrie. Er war Mitglied in verschiedenen norwegischen und europäischen Gremien. Seit 2012 war er der älteste lebende Mann in Norwegen. Bis 2012 lebte er noch in seinem Haus, seine Frau verstarb 2010. Das NRK veröffentlichte 2013 einen Artikel über ihn Einige Gedanken von Norwegens ältesten Menschen (Noen Tank fra Norges eldste Mann). Falck lebte bis zu seinem Tod in einem Pflegeheim in Oslo.

## Veröffentlichungen
- Carl Falck: Strukturendringene i Varehandelen Og Virkningen for Industrien. Grundt Tanum, Oslo 1969